# Возвращение надоедливой букашки
«Возвраще́ние надое́дливой бука́шки» (более точный перевод названия — «Фантазия с трусиками») — французская кинокомедия, пародия на стереотипное американское кино. Фильм поставлен по книге «Бриллиантовое бикини» (Bikini Diamond) Чарльза Вильямса (Charles Williams), автора множества детективных романов в стиле Дж. Х. Чейза.

## Сюжет
Место действия — небольшой городок в Алабаме. Дон Нунан (Жан Янн) с сыном Билли приезжает в гости на ферму к своему брату Сагамору (Лино Вентура). Оба брата — прожжённые пройдохи, а Сагамор — к тому же знаменитый на всю округу неуловимый самогонщик, поимка которого с поличным — страстная мечта местного шерифа и двух недотёп, патрульных полицейских. Одновременно у Сагамора останавливается подозрительная парочка — странный тип, смахивающий на мафиози, и девушка в бикини, усыпанном бриллиантами (Мирей Дарк), якобы знаменитости, скрывающиеся от репортёров. Братья быстро понимают, что гости не те, за кого себя выдают. Начинается охота за бриллиантовыми трусиками: сначала братья, а затем и словно с неба свалившиеся гангстеры стремятся заполучить драгоценное нижнее бельё Каролины. В перестрелке все гангстеры гибнут, а Каролина вместе с малышом Билли убегает на болота «в чём мать родила» (за исключением всё тех же трусиков). И тут братьям-авантюристам в голову приходит гениальная идея: учредить награду за её поимку и самим же организовать эту охоту, обставив затею как яркое шоу и обобрав армию прибывших в городок простаков. Разумеется, всё это время, пока незадачливые охотники прочёсывали окрестные топи, Каролина находилась под замком у Нунанов.
Фильм снят в нарочито гротескном, бутафорском ключе и адресован, в первую очередь, французскому зрителю. Пародия на американские киноклише подчёркивается вставными музыкальными варьете-номерами на английском языке.

## В ролях
| Актёр         | Роль                                    |
| ------------- | --------------------------------------- |
| Лино Вентура  | Сагамор Нунан                           |
| Жан Янн       | Док Нунан                               |
| Мирей Дарк    | Каролина                                |
| Джордж Беллер | Смит                                    |
| Луиджи Бонос  | шериф                                   |
| Жорж Деместре | Билли Нунан                             |
| Жак Дюфильо   | Ной                                     |
| Пьер Хуберти  |                                         |
| Нанни Лой     |                                         |
| Рюфюс         | Вессон                                  |
| Моник Тарб    | мадам Хорн                              |
| Ален Делон    | главарь гангстеров (в титрах не указан) |